# رومیان هوسپیان
رومیان آندرانیکی هووسپیان (ارمنی: Ռումյան Անդրանիկի Հովսեփյան؛ زادهٔ ۱۳ نوامبر ۱۹۹۱) یک بازیکن فوتبال اهل ارمنستان است.

## باشگاهی
از باشگاه‌هایی که در آن بازی کرده‌است می‌توان به باشگاه فوتبال پاتانی، باشگاه فوتبال ایمپالس، باشگاه فوتبال بانانتس، باشگاه فوتبال متالورگ دونتسک، باشگاه فوتبال پیونیک، باشگاه فوتبال استال کامیانسکه، باشگاه فوتبال شیراک
و باشگاه فوتبال آردا کاردزالی اشاره کرد.

## تیم ملی
وی همچنین در تیم ملی فوتبال ارمنستان بازی کرده‌است. هووسپیان نخستین بازی ملی خود را که یک بازی دوستانه بود در تاریخ ۲۷ مه ۲۰۱۴ در کروژ در مقابل امارات متحده عربی انجام داده‌است.